# Seymour River (O’Shannassy River)
Der Seymour River ist ein Fluss im Nordwesten des australischen Bundesstaates Queensland.

## Geografie

### Flusslauf
Er entspringt etwa 25 Kilometer westlich der Kleinstadt Waggabundi und fließt nach Nordwesten. Südöstlich des Boodjamulla-Nationalparks mündet er in den  O’Shannassy River.

### Nebenflüsse mit Mündungshöhen
Er hat folgende Nebenflüsse:
- Coppermine Creek – 254 m
- Paradise Creek – 194 m